# NGC 225
NGC 225 (ook wel OCL 305) is een open sterrenhoop in het sterrenbeeld Cassiopeia. NGC 225 staat op ongeveer 2143 lichtjaar van de Aarde.
NGC 225 werd in 1784 ontdekt door Caroline Herschel.